# سانتا ونرینا
سانتا ونرینا (به ایتالیایی: Santa Venerina) یک کومونه در ایتالیا است که در استان کاتانیا واقع شده‌است.

## خصوصیات
سانتا ونرینا ۱۸٫۸ کیلومترمربع مساحت و ۸٬۴۰۵ نفر جمعیت دارد و ۳۳۷ متر بالاتر از سطح دریا واقع شده‌است.